# Winston Méndez Montero
Winston Méndez Montero (født 20. november 1974) er en dominikansk amatørbokser, som konkurrerer i vægtklassen let-fluevægt. Méndez har ingen større internationale resultater, og fik sin olympiske debut da han repræsenterede Den Dominikanske Republik under Sommer-OL 2008. Her blev han slået ud i ottendedelsfinalen af Pürevdorjiin Serdamba fra Mongoliet i samme vægtklasse. Han har også en bronzemedalje fra de panamerikanske lege i 2007 i Rio de Janeiro.